# Milenko Tepić
Milenko Tepić (Belgrado, 27 de febrero de 1987) es un baloncestista serbio que pertenece a la plantilla del KK Mega Bemax. Su polivalencia le permite jugar tanto de base como de alero aunque su posición específica es la de escolta. 

## Trayectoria
Formado en KK Vojvodina Novi Sad, en 2006 dio el salto a KK Partizan, equipo con el que debutó en Euroliga, llegó a cuartos de final en dos ocasiones (2008 y 2009) y se alzó con tres campeonatos de liga Serbia y Adriática. En el conjunto de la Pionir permanecería hasta 2009, firmando ese mismo verano por tres temporadas con Panathinaikos BC, equipo con el que consiguió dos ligas de Grecia y una Euroliga.
Internacional absoluto por Serbia desde 2007, se alzó con la plata en el Europeo de 2009 en Polonia y ha disputado el pasado Eurobasket promediando 8,3 puntos, 3,4 rebotes y 1,9 asistencias. En categorías inferiores lo ha ganado todo, consiguiendo ser campeón de campeonatos de Europa U-16 (España en 2003), U-18 (Belgrado en 2005) y U-20 (Turquía en 2006 y Eslovenia en 2007).
En 2011 el jugador serbio se convierte en nuevo jugador de Cajasol Sevilla.
En septiembre de 2015 ficha por el PAOK Salónica griego.
[actualizar]

## Estadísticas

### Euroliga
| Temporada | Equipo   | partidos | puntos | rebotes | asistencias | %tiros de 2 | %tiros de 3 | ppp  | rpp  | app  |
| --------- | -------- | -------- | ------ | ------- | ----------- | ----------- | ----------- | ---- | ---- | ---- |
| 2006-2007 | Partizan | 20       | 97     | 43      | 27          | 37          | 28.1        | 4.85 | 2.15 | 1.35 |
| 2007-2008 | Partizan | 23       | 208    | 78      | 50          | 47.8        | 38.9        | 9.04 | 3.39 | 2.17 |
| 2008-2009 | Partizan | 19       | 184    | 66      | 62          | 38.1        | 39.7        | 9.6  | 3.47 | 3.2  |

## Palmarés
En Partizan
- 5 ligas serbias 2005, 2006, 2007, 2008, 2009
- 2 copas serbias 2008, 2009
- 3 ligas adriáticas 2007, 2008, 2009

Selección de Serbia
- Medalla de oro en el Europeo sub-16 (2003)
- Medalla de oro en el Europeo sub-18 (2005)
- Medalla de oro en el Europeo sub-20 (2006)
- Medalla de oro en el Europeo sub-20 (2007)
- Medalla de plata en el Europeo de Polonia (2009)